# Elendil
Elendil, i J. R. R. Tolkiens sagovärld en av furstarna från Númenor som förhöll sig trogen valar och alver. 
Under Nùmenors sista konungs tid, Ar-Pharazôn, tillfångatogs Sauron och fördes till Nùmenor som fånge. Sauron lyckades dock snart att snärja flera mäktiga män, däribland kungen. Saurons lögner och svek gjorde att kungen och kungens män vände sig mot valar och alver och började dyrka Morgoth. Till slut mönstrade nùmenoranerna den största här som Midgård skådat för att segla mot Valinor
och strida mot valar för att få evigt liv. Detta ledde till Nùmenors fall. Vissa av nùmenoranerna var dock trogna valar och alverna, för dessa var Elendil ledare. Elendil och hans söner ledde de trogna i flykt från Nùmenor till Midgård och räddades undan Nùmenors fall.
Elendil och hans söner grundande rikena Arnor och Gondor i exil, med Elendil som högste konung. Efter Nùmenors fall flydde Sauron åter till Mordor och startade krig mot dessa riken. Elendil och den siste kungen bland högalverna, Gil-Galad, formade då en sista allians av människor och alver. De nedkämpade Saurons arméer men föll själva i striderna. Isildur, Elendils äldste son, högg med svärdet Narsil av Saurons finger och tog Härskarringen som arvegods till sin kungaätt.